# Kumasi Polytechnic
Die Kumasi Polytechnic (deutsch Fachhochschule Kumasi) ist eine von zehn Fachoberschulen im westafrikanischen Staat Ghana. Sie wurde in der Hauptstadt der Ashanti Region in Kumasi eröffnet.